# Орішата
Оріша́та (рос. Орешата) — присілок в Кезькому районі Удмуртії, Росія.
Населення — 4 особи (2010; 15 в 2002).
Національний склад станом на 2002 рік:
- росіяни — 100 %